# Dineutus punctulatus
Dineutus punctulatus là một loài bọ cánh cứng trong họ van Gyrinidae. Loài này được Dejean miêu tả khoa học năm 1833.